# Karel Karas
Karel Karas (28. května 1892 Libeň – 29. července 1969 Kročehlavy (Kladno)) byl český malíř.

## Životopis
Od svých šesti let žil v Kladně-Kročehlavech. Ve čtrnácti letech se začal učit lakýrníkem a písmomalířem a po získání výučního listu pracoval několik let v oboru a to ke vší spokojenosti zaměstnavatelů, jak o tom svědčí jeho pracovní knížka. Svoji řemeslnou zručnost a výtvarné umění předával učňům, mezi nimiž byl i Karel Souček. Právě na jeho mimořádný výtvarný talent Karel Karas upozornil. Výtvarné umění bylo dlouhá léta jeho koníčkem. Nechtěl zůstat pouze nadšencem, a tak se v letech 1933–1937 stal posluchačem Ukrajinské akademie výtvarných umění v Praze. Jednalo se o jedinou výtvarnou akademii, kterou mohli navštěvovat dospělí posluchači. V roce 1937 pozastavil Karel Karas lakýrnickou živnost. Maloval a zároveň byl i externím učitelem Masarykovy školy práce v Kladně.
Karel Karas absolvoval Uměleckoprůmyslovou školu v Praze v letech 1923–1924 u prof. Emanuela Hrbka a Ukrajinskou akademii výtvarných umění v Praze v letech 1933–1937. Studoval u Rudolfa Vejrycha a Jaroslava Kutmana. Studijní cesty podnikl do Bulharska (1935), Jugoslávie (1936), Slovenska a Podkarpatské Rusi (1937). Zabýval se krajinářskou, figurální a žánrovou tvorbou. Také je autorem obrazů s motivy z Lidic.
Malířské umění zdědili i oba jeho synové, Karel a Jiří.
Karel (1933–2009), profesí hudebník, jakoby svými obrazy navazoval na otcovo výtvarné pojetí velkoplošných pláten krajin.
Mladší syn Jiří (* 1943), také okouzlen krajinou, zúročil svůj talent především na menších plátnech a miniaturách, kde zachycuje okolí Kladna, Hřebče a v tvorbě z posledních let najdeme také chorvatské motivy.

## Výstavy
Od roku 1935 až do roku 1948 pravidelně vystavoval nejen v Kročehlavech a v kladenské galerii Františka Kračmara, ale i v Praze v galerii U Platýza (Rubešova galerie), v Poděbradech a Hradci Králové. Pro Kladno je významná jeho série kreseb „Podoba horního města Kladna“ (cyklus byl otištěn v únoru 1940 v příloze Českého Slova), kde autor zachycuje postupně mizející tvář města. Při výčtu Karasovy tvorby nelze opomenout jeho podíl na výstavě „Lidice a česká krajina“ v létě 1945, kterou autor obeslal třemi neprodejnými obrazy starých Lidic. Dva z nich ihned daroval. Obraz Lidice od západu putoval do USA jako dar pro první americkou obec, přejmenovanou na Lidice. Kostel v Lidicích, tedy druhý darovaný obraz, je dodnes v majetku Obecního úřadu v Lidicích. Třetí obraz daroval prezidentu republiky dr. Edvardu Benešovi.
- Kladno – 1934, 1935, 1937
- Slaný – 1934
- Kročehlavy – 1940
- Poděbrady – 1938, 1939
- Humpolec – 1939
- Náchod – 1939
- Praha – prestižní Rubešova galerie 1945 – vystavoval obrazy Lidic „Lidický kostelík“ a „Lidice od západu“ (poslán obci Lidice, stát Illinois, USA)

## Další významné obrazy
- Břízy za výhybkou
- Třeboňské duby
- Dub u Dříně
- Paseka v Bažantnici
- Kladenské haldy
- Zbečno
- Z lánské obory
- U starého Labe
- Alej v Lánech
- U Čelákovic
- Mlha u Vlkova
- Cikáni z Bulharska
- Slepé rameno řeky
- Samson a Dalila